# Герасимов, Рэм Петрович
Рэм Петрович Герасимов (10 февраля 1929, село Микушкино Куйбышевской области (ныне Самарской области) — 31 июля 1989, село Северное Северного района Оренбургской области) — журналист, педагог, поэт.

## Биография
Рэм Петрович Герасимов родился 10 февраля 1929 в селе Микушкино Куйбышевской области (ныне Самарской области).
После окончания Ульяновского педагогического института работал в Ульяновской области, затем в Сибири, на Дальнем Востоке.
С 1956 по 1960 годы работал в районном отделе образования Первомайского района Оренбургской области.
С 1960 по 1968 годы работал учителем в селе Алпаево Бугурусланского района.
С 1968 года жил в районом центре Северное Оренбургской области, работал журналистом газеты «Северная звезда».
Умер 31 июля 1989 года в селе Северное Северного района Оренбургской области.

## Творчество
Рэм Петрович Герасимов стихи начал писать рано. Свои произведения печатал в газете «Волжская коммуна». В 1961 и 1962 годах в оренбургском книжном издательстве вышли 2 книги для детей — «В гостях на целине» и «Про Сергея-храбреца». В 1964 году выходит сборник стихов для взрослых «Степные звезды» (Южно-Уральское книжное издательство, Челябинск).
Печатался в областных газетах, в журналах «Волга», «Урал», альманахе «Степные огни». Его стихотворения вошли в сборник «Товарищ время», «О чём поет народ Отчизны», «Спасенная весна», «Лебединые крылья», «Два века поэзии Оренбуржья». В 1998 году, к 250-летию Бугуруслана, вышел сборник его стихов для детей «Хлеб-соль».
Главной темой произведений Р. П. Герасимова является тема Родины. Поэт с горечью констатирует — деревня умирает. Но винит в этом он, в первую очередь, себя, потому что в суете жизни забыл о самом дорогом, что у него есть — о месте, где родился. Герасимов написал много детских стихов, а также стихотворений о природе и любви.